# Hyposmocoma molluscivora
Hyposmocoma molluscivora là một loài bướm đêm Hawaii, ấu trùng của nó là loài ăn thịt, chúng bắt mồi bằng tơ của chúng giống như nhện.
Có khoảng 200 loài trong khoảng 150.000 loài thuộc họ Lepidoptera (bướm đêm và bướm ngày) có ấu trùng ăn thịt. Tuy nhiên, đây là một trong 4 loài ăn ốc sên.